# ルザ公国
ルザ公国（ロシア語: Рузское княжество）はルーシの分領公国である。首都はルザ。成立年度は不明であるが、ルーシの年代記（レートピシ）上では15世紀から、他の文章史料では14世紀前半から言及がみられる。
14世紀前半のモスクワ大公イヴァン2世はルザを自身の子イヴァン(ru)に、子イヴァンの死亡する1364年まで分領地として与えていた。しかし、後にルザ公国は再びモスクワ大公国領に組み込まれた。また、イヴァン2世の子であるモスクワ大公ドミトリー・ドンスコイの死（1389年）の後にルザ公国は再び大公国から分割され、ドミトリーの子ユーリー、次いでユーリーの子ヴァシーリーへと相続されていた。
ルザは1436年には、ユーリーの子、ヴァシリーの兄弟であるドミトリー・シェミャーカが領有していたが、1450年にモスクワ大公ヴァシリー2世によってモスクワ大公国に組み込まれた。そして1462年、ヴァシリー2世の子・ヴォロツク公ボリス(ru)に与えられた。この段階では、ルザはヴォロツク（ヴォロク・ラムスキー）公国(ru)公国の一部だった。1494年、ボリスの子・ヴォロツク公フョードル(ru)は、ルザとその周辺地域を弟のイヴァン(ru)に与え、イヴァンはルザ公として領域を統治した。しかし1503年に、後継者を持たないままイヴァンが死亡すると、ルザ公国はまたモスクワ大公国に組み込まれ、以降分割されることはなかった。